# 黄祖模
黄祖模（1921年8月7日—2011年2月19日），男，安徽歙县人，生于上海，中华民国及中华人民共和国影视、越剧导演。

## 生平
1946年，黄祖模自国立戏剧专科学校导演专业毕业，进入上海昆仑影业公司，开始接触电影拍摄工作。他先后参加拍摄电影《一江春水向东流》、《希望在人间》、《万家灯火》等，担任场记与副导演。他的工作获得若干知名导演好评，郑君里、沈浮等导演都点名要黄祖模当助手。
中华人民共和国成立后，黄祖模任上海电影制片厂导演，还曾经担任上海电影专科学校导演专业教师。黄祖模的电影剧作有《鱼儿湾》（与洪汛涛合作）、《翠翠》（与徐昌霖合作）等等。黄祖模导演的电影有《谁是被抛弃的人》、《三八河边》、《情探》、《风雪大别山》、《秦川情》等等。
黄祖模认为，艺术作品最好避免“言传”，而应以“意会”为佳。黄祖模力主“理直气壮地大谈技巧”、“熟能生巧”。黄祖模导演的影片构思精细，对镜头运用、场景调度等方面都能提出适宜的要求。由于黄祖模是从摄影棚里锻炼出来的，深知其中辛苦，所以很尊重摄制组的同事。
1980年，黄祖模导演电影《庐山恋》，将该片定位为“风景抒情故事片”。该片在1981年获第四届大众电影百花奖最佳故事片奖，1982年获意大利第三十届蒙太那国际电影节奖状。拍摄《庐山恋》之后，黄祖模又先后导演了《张衡》、《华佗与曹操》等电影。
1991年，黄祖模导演的电视连续剧《大唐名相》，获得全国电视剧评比飞天奖。黄祖模曾经在女子越剧团体芳华越剧团中担任编导，执导越剧《玉蜻蜓》、《宝玉与黛玉》等等。他1993年导演的越剧《玉蜻蜓》，获得第三届全国戏剧节导演奖及其他9个奖项。2004年，黄祖模再度出任芳华越剧团重排《红楼梦》的总导演，这是他自1954年以来，第四次执导《红楼梦》。
黄祖模还发表过《歌剧电影化·电影歌剧化》、《风格·感情·技巧》、《关于古典历史影片形式感问题的探讨》等多篇电影理论文章。
黄祖模是中国影协第三届理事，上海影协理事、荣誉理事。
2011年2月19日，黄祖模在上海华山医院因心力衰竭逝世，享年90岁。

## 作品
黄祖模导演的主要作品有：

### 电影
- 《上金山》（1955年）
- 《谁是被抛弃的人》（1957年）
- 《情探》（1958年）
- 《三八河边》（1958年）
- 《红花曲》（1965年）
- 《风雪大别山》
- 《秦川情》
- 《庐山恋》（1980年）
- 《张衡》（1983年）
- 《华佗与曹操》（1983年）

### 电视剧
- 《大唐名相》（1991年）

### 越剧
- 《玉蜻蜓》（1950年、1993年）
- 《宝玉与黛玉》（1954年）（苏青编剧）
- 《红楼梦》（1962年、1987年、2004年）（徐进编剧）

## 外部連結
- 黄祖模在香港影庫上的簡介
- 黄祖模在豆瓣上的资料（简体中文）
- 黄祖模在时光网上的簡介（简体中文）